# Adam Butler
Pour les articles homonymes, voir Butler.
Adam Courtauld Butler (11 octobre 1931 - 9 janvier 2008) est un homme politique du Parti conservateur britannique, ayant exercé les fonctions de député pendant 17 ans et occupé plusieurs postes ministériels subalternes.

## Jeunesse
Butler est né à Halstead, le deuxième des quatre enfants de Rab Butler et de sa femme Sydney, unique enfant de Samuel Courtauld. Il fait ses études à l'école préparatoire Maidwell Hall dans le Northamptonshire et au Collège d'Eton.

## Carrière
Après le service national de 1949 à 1951 en tant que sous-lieutenant dans le King's Royal Rifle Corps, il étudie l'histoire et l'économie au Pembroke College de Cambridge de 1951 à 1954 (où son grand-père, Montagu Butler, a été maître). Après avoir obtenu son diplôme, il s'enrôle dans l'Armée canadienne comme capitaine pour servir comme aide de camp du gouverneur général du Canada, Vincent Massey, pendant un an. Sa mère est décédée d'un cancer en 1954, alors qu'il est au Canada. De retour en Angleterre en 1955, il rejoint l'entreprise familiale Courtaulds, en tant que directeur de diverses filiales.
Butler devient député de Bosworth en 1970, battant de manière surprenante le député du Parti travailliste, Woodrow Wyatt. Il est le premier député conservateur à représenter le siège depuis les années 1920, et conserve de justesse son siège aux deux élections générales de 1974. Il est secrétaire parlementaire privé de Joseph Godber, qui est ministre d'État au ministère des Affaires étrangères puis au ministère de l'Agriculture, de la Pêche et de l'Alimentation. Il est whip en 1974. Après que Margaret Thatcher est devenue chef conservatrice en 1975, Butler est l'un de ses deux secrétaires privés parlementaires, avec John Stanley. Après la victoire des conservateurs aux élections générales de 1979, il est ministre d'État à l'Industrie au ministère de l'Industrie jusqu'en 1981, puis ministre du Développement économique en Irlande du Nord jusqu'en 1984 et enfin en tant que ministre des marchés publics de la défense jusqu'en 1985. Il est admis au Conseil privé en 1984 et fait chevalier en 1986.
Il est également membre de la Cour de la Goldsmiths' Company et plus tard président du British Hallmarking Council de 1998 à 2004; président du Samuel Courtauld Trustees, associé au Courtauld Institute of Art, de 1989 à 2005; et président du Airey Neave Trust de 1990 à 2000 .

## Vie personnelle et famille
Il vivait dans son domaine à Lighthorne dans le Warwickshire. Il est lieutenant adjoint du Warwickshire en 1993 et vice-lord lieutenant du Warwickshire de 1998 à 2005. Il aimait les sports sur le terrain et est président du Warwickshire Hunt pendant 23 ans. Il est également membre du Countryside Animal Welfare Group et fait campagne pour mettre fin au soutien de la société de prévention de la cruauté sur les animaux pour une interdiction de chasse en tant que membre de son conseil.
Il épouse Felicity Molesworth-St Aubin en 1955 et a deux fils et une fille. Il est mort à Lighthorne, Warwickshire.